# 그단스크 중앙역

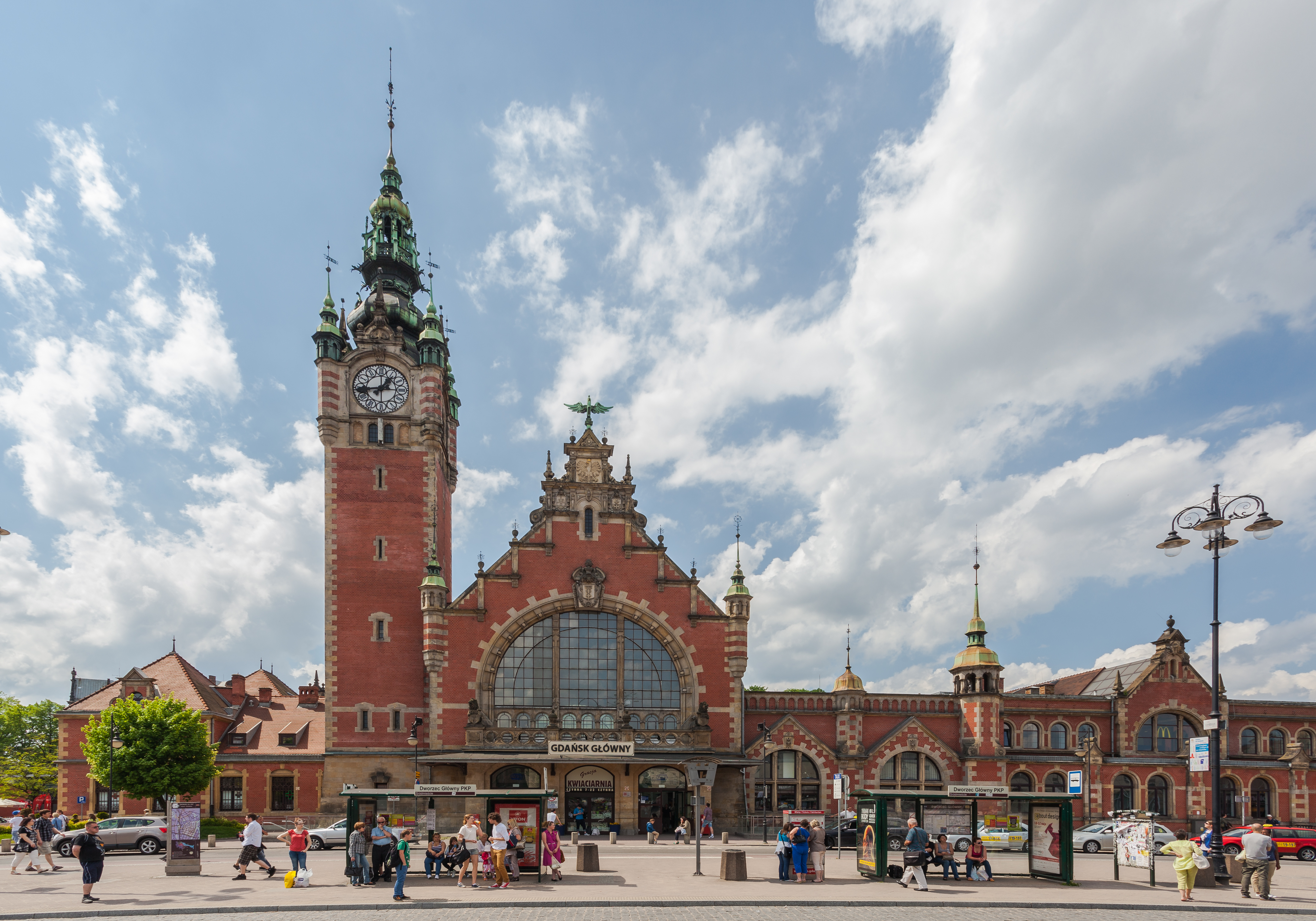
그단스크 중앙역

그단스크 중앙역(폴란드어: Gdańsk Główny)은 폴란드 포모제주 그단스크의 철도역이다.

## 역사
그단스크의 첫 번째 철도 노선은 1852년에 개통했다. 1867년경, 오늘날의 중앙역 지역에 작은 임시 여객 터미널인 그단스크 브라바 비진나가 건설되었다. 역 동쪽에서는 그단스크의 현대적인 요새로 인해 도시가 분리되었다. 역은 서쪽 요새를 철거한 후 확장을 시작할 수 있었다.
기존 역은 1894년과 1900년 사이에 건설되었으며 공식 개통은 1900년 10월 30일이었다. 이 역은 당시 독일 제국의 일부였던 프랑스 콜마르의 콜마르역과 디자인이 유사하다.
1945년에 역은 불에 탔고 제2차 세계 대전 이후 복원되었다. 탑은 화재를 피했다.